# Michiel Lochtenbergh
Michiel Lochtenbergh (* 1. Mai 1981 in Doetinchem) ist ein ehemaliger niederländischer Handballspieler und heutiger Funktionär.
Lochtenbergh, der auch für die niederländische Nationalmannschaft spielte, wurde meist auf Linksaußen eingesetzt.

## Karriere
Michiel Lochtenbergh begann als 14-Jähriger beim HV De Gazellen mit dem Handballspiel. Nach drei Jahren wechselte er zum Erstligisten E&O Emmen, wo er in der ersten niederländischen Liga debütierte und 2002 sowie 2003 den niederländischen Pokal gewann. Im Jahr 2003 unterzeichnete er einen Vertrag beim deutschen Zweitligisten TSV Bayer Dormagen. 
In seiner ersten Saison in Deutschland wurde er ins All-Star-Team der zweiten Liga gewählt. Mit der Mannschaft erreichte Lochtenbergh 2006 sowie 2007 die Relegation um den Aufstieg in die erste Handball-Bundesliga, scheiterte bei dieser jedoch. Im dritten Anlauf stieg er 2008 dann in die höchste deutsche Spielklasse auf.
In seiner ersten Erstliga-Saison 2008/09 erzielte Michiel Lochtenbergh nach Vid Kavtičnik (THW Kiel) und Lars Christiansen (SG Flensburg-Handewitt) die drittbeste Siebenmeter-Quote der Liga. Von 115 Siebenmetern verwandelte er 95 (82,6 %).
Am 27. Februar 2009 verwandelte er elf von zwölf Siebenmetern und egalisierte den Bundesligarekord aus der Saison 2004/05 von Daniel Stephan, der ohne Fehlwurf blieb.
Lochtenbergh war in dieser Saison zusammen mit dem polnischen Nationalspieler Michał Kubisztal zehntbester Torschütze der Bundesliga.
Michiel Lochtenbergh hat 82 Länderspiele für die niederländische Nationalmannschaft bestritten, konnte sich jedoch nie für ein großes internationales Turnier qualifizieren.

## Trainerlaufbahn
Am 16. Dezember 2014 übernahm er das Traineramt beim TuS Derschlag, nachdem der bisherige Trainer Časlav Dinčić in die Frauen-Bundesliga zu den Vulkan Ladies Koblenz/Weibern gewechselt war.
Zur Saison 2015/2016 bildeten der VfL Gummersbach und der TuS Derschlag im Bereich der 3. Liga (VfL Gummersbach II) und Oberliga (TuS Derschlag) die Spielgemeinschaft Handball Sport Gummersbach/Derschlag, bei der Lochtenbergh bis Dezember 2015 als Trainer der Drittligamannschaft fungierte.
Zu der Saison 2017/18 übernahm Lochtenbergh die erste Mannschaft des TV Strombach, welche in der Mittelrhein Oberliga antrat. Mit der Spielgemeinschaft HC Gelpe/Strombach stieg er 2020 in die viertklassige Regionalliga Nordrhein auf. 2022 trat er als Trainer zurück, blieb aber weiterhin Sportlicher Leiter.

## Funktionär
Seit dem Sommer 2022 ist Lochtenbergh nur noch als Vereinsverantwortlicher aktiv beim HC Gelpe/Strombach. Im Sommer 2024 übernahm er zusätzlich die Rolle des Sprechers im Wirtschaftsbeirat beim Handball 2. Ligisten TSV Bayer Dormagen, wo er als Spieler 9 Jahre unter Vertrag stand.